# Římskokatolická farnost Ronov nad Doubravou
Římskokatolická farnost Ronov nad Doubravou je územním společenstvím římských katolíků v rámci chrudimského vikariátu královéhradecké diecéze.

## O farnosti

### Historie

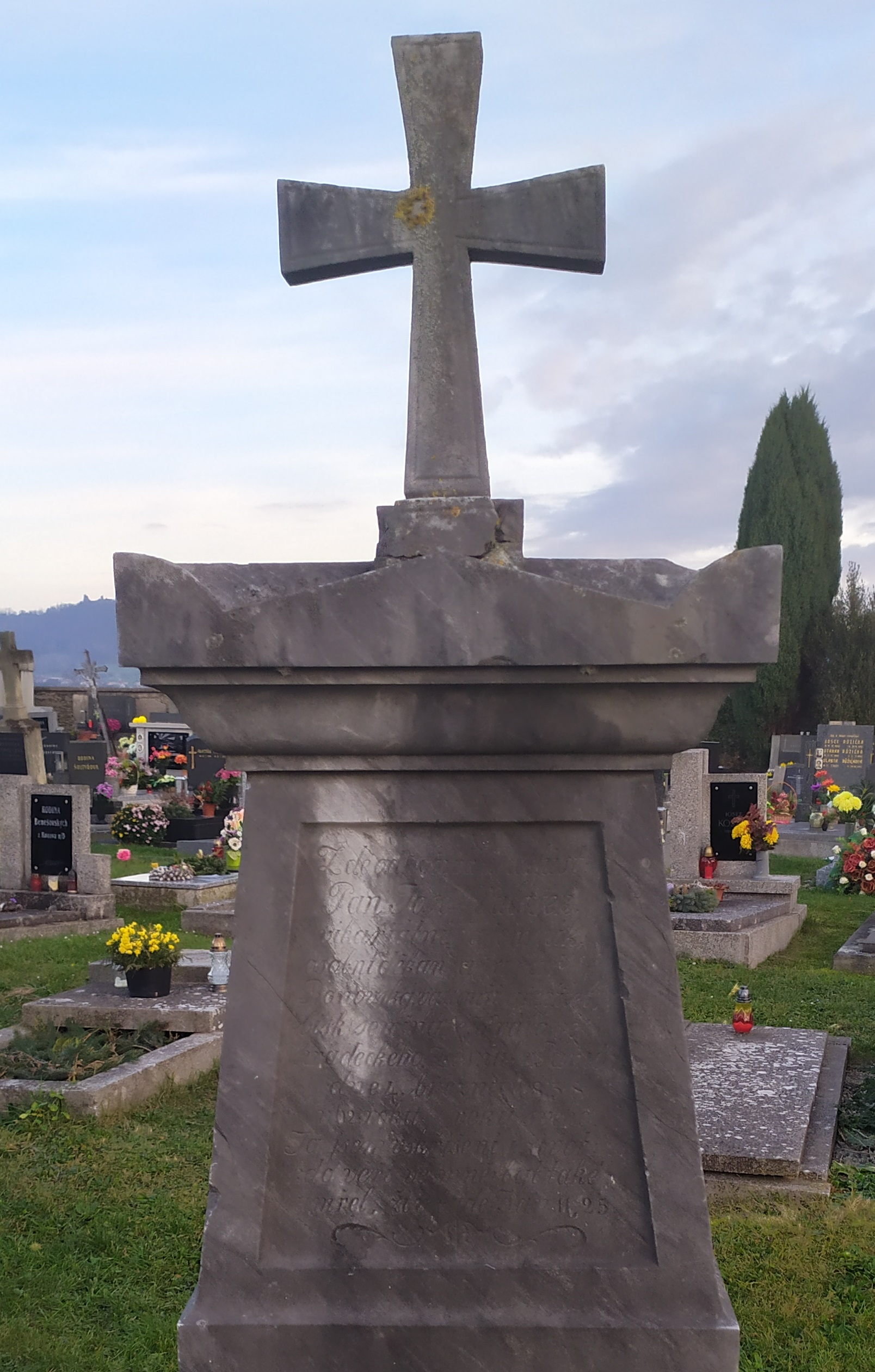
Pomník R.D. Josefa Valáška, faráře v letech 1852–1858

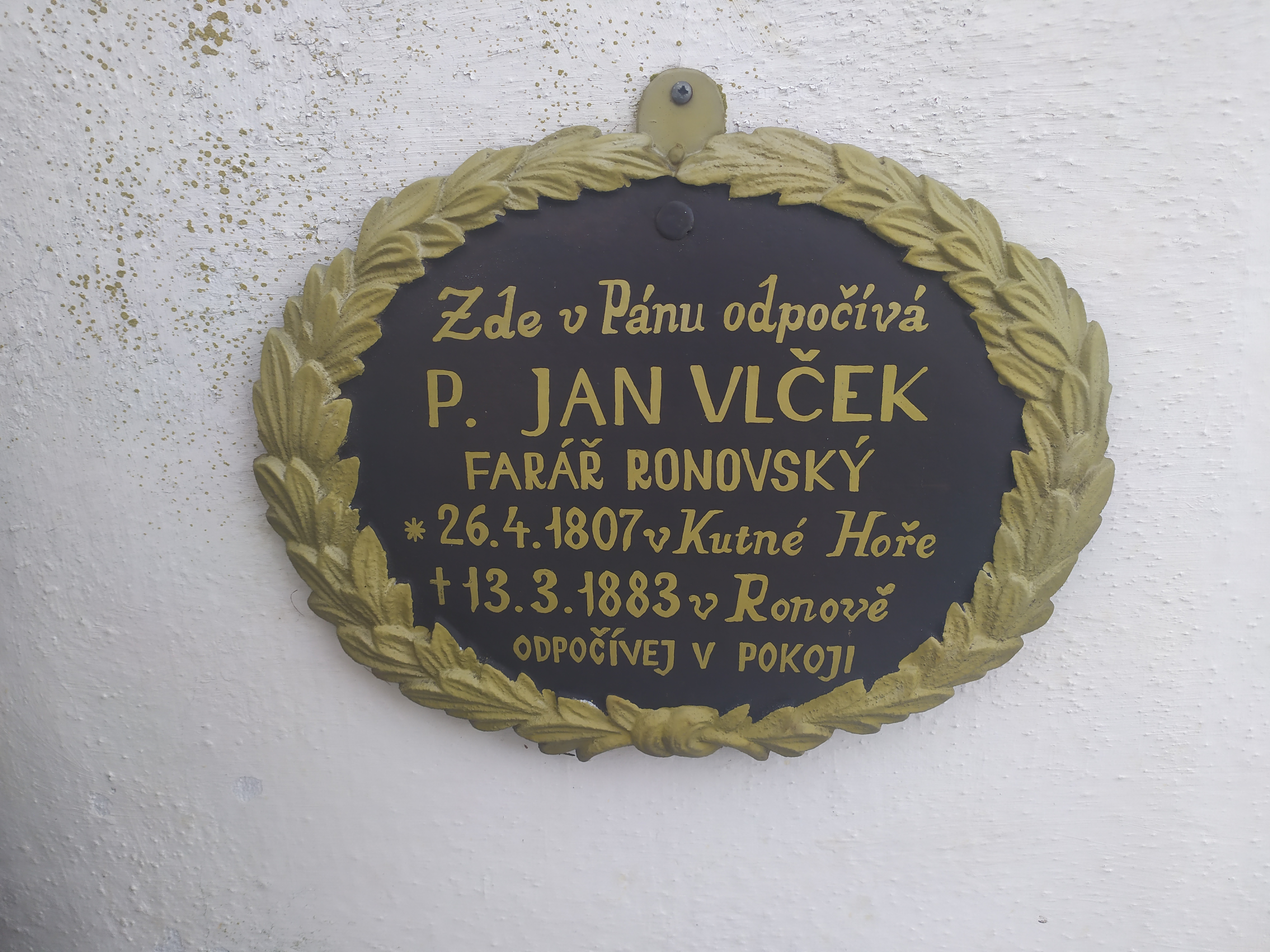
Pomník R.D. Jana Vlčka, faráře v letech 1874–1883

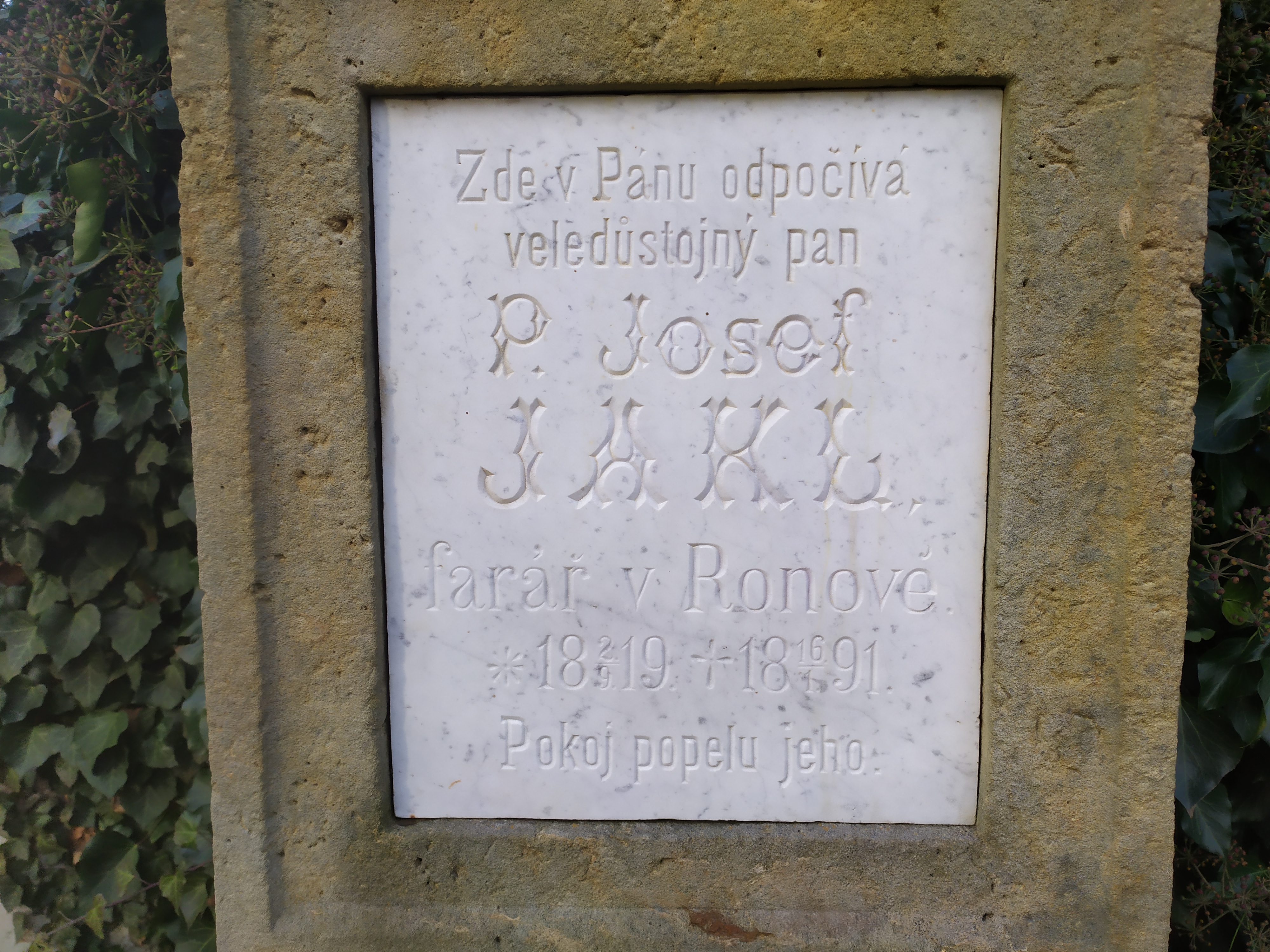
Pomník R.D. Josefa Jakla, faráře v letech 1890–1891

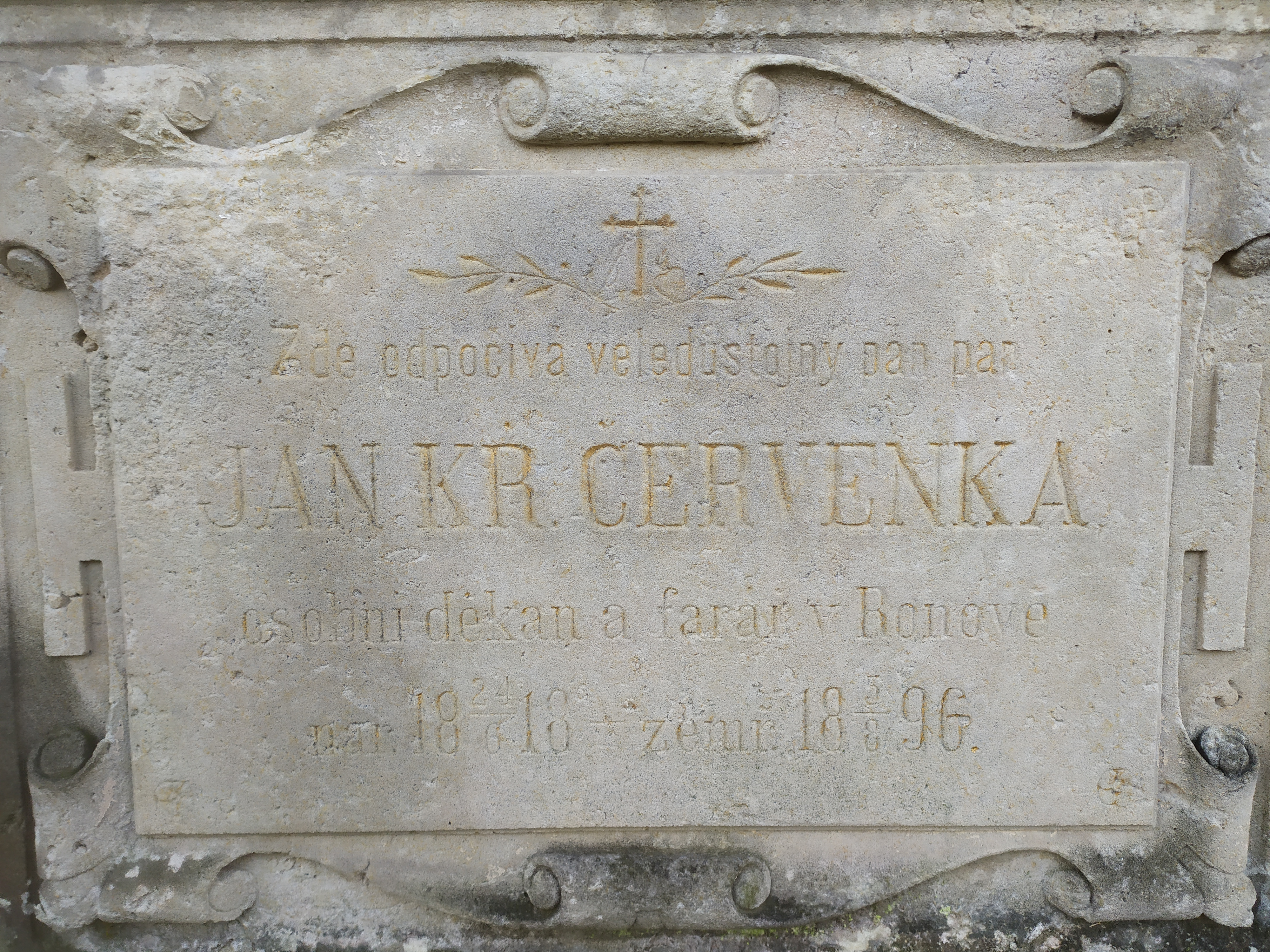
Pomník R.D. Karla Červenky, faráře v letech 1891–1896

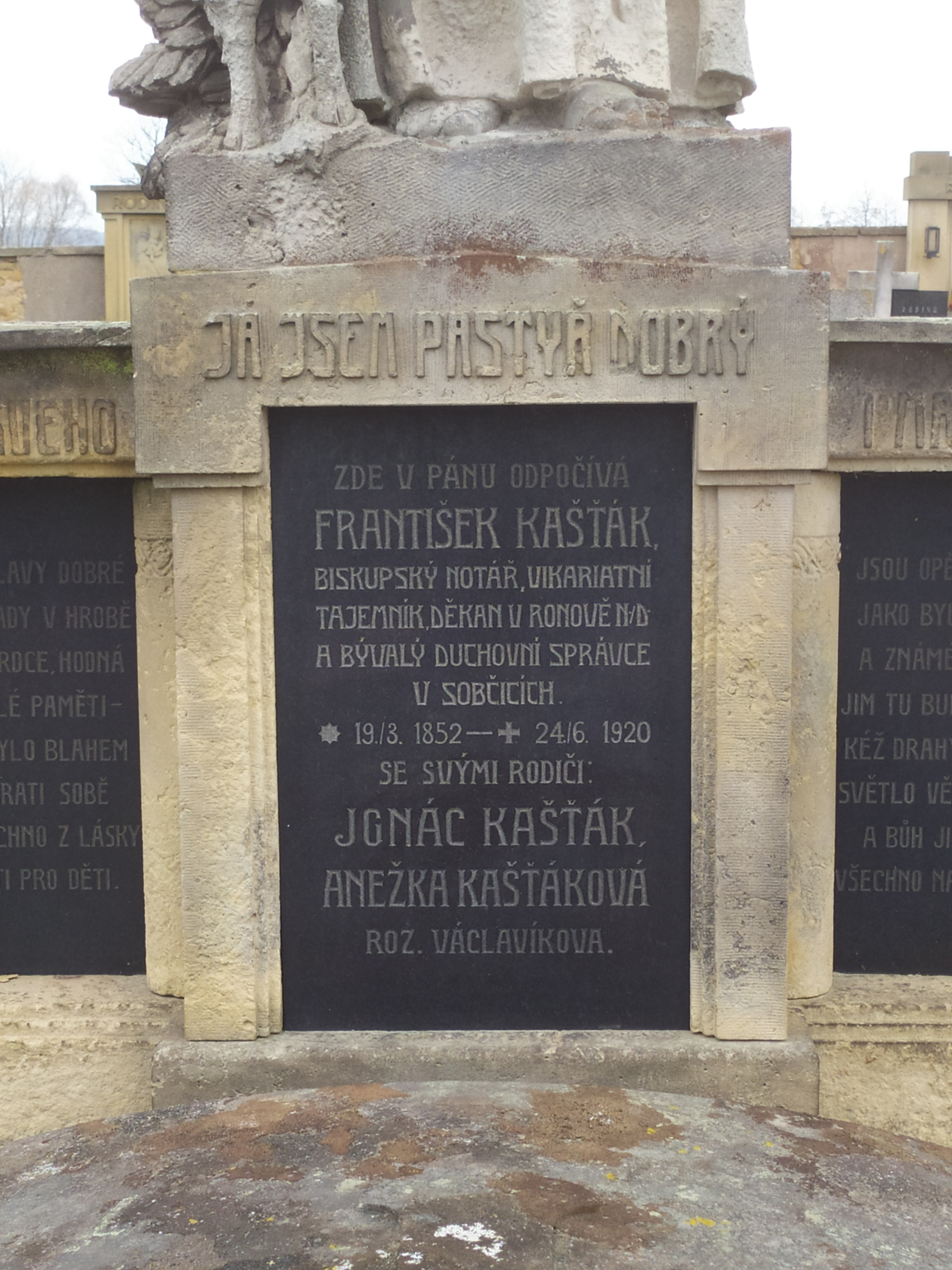
Pomník R.D. Františka Kašťáka, faráře v letech 1908–1920, nachází se v Sobčicích.

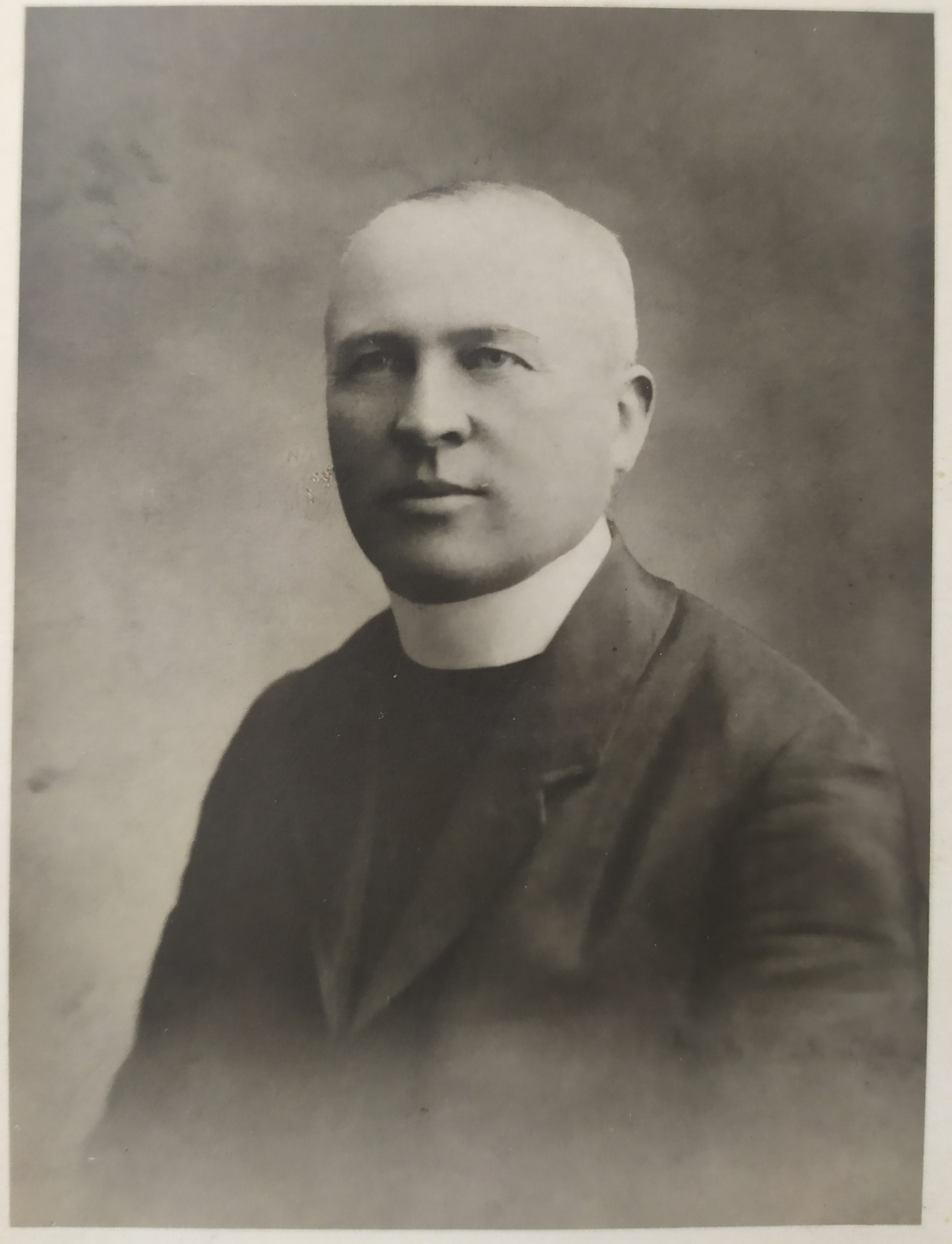
R.D Martin Klouda, kaplan v letech 1904–1917, farář v letech 1921–1937.

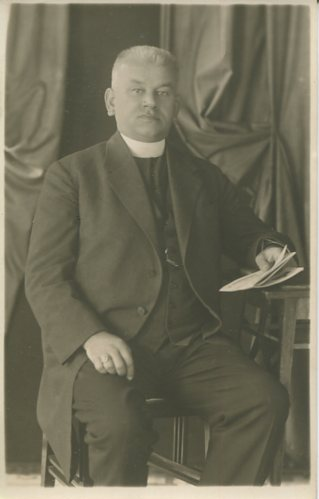
R.D. František Houdek, em. biskupský notář a děkan v Ronově ve letech 1937–49 a 1951–1963

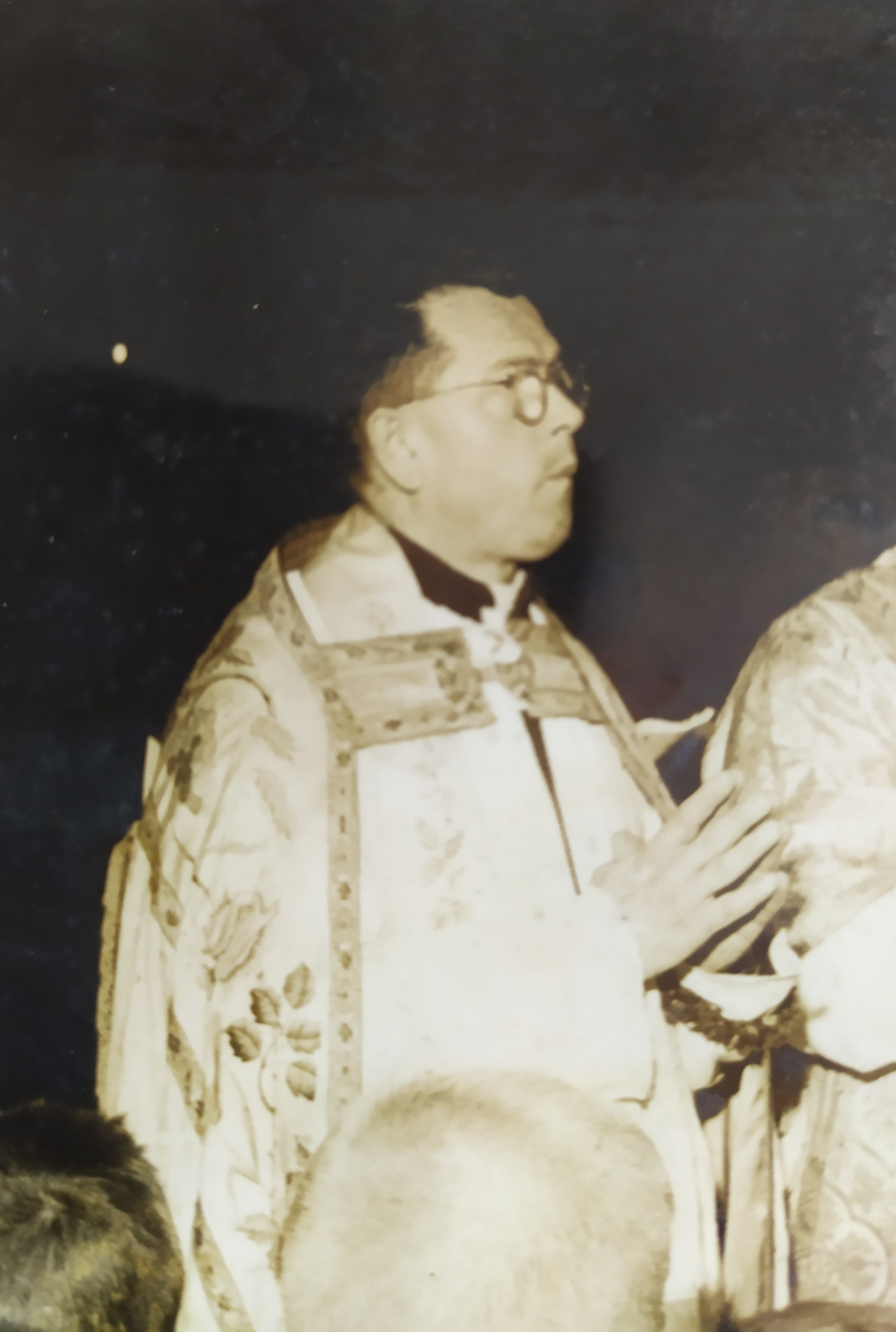
R.D. Ladislav Grubner, administrátor 1949–1951

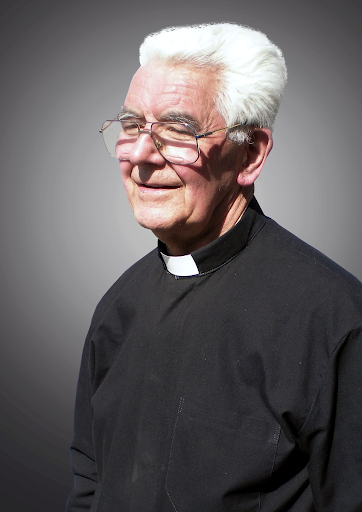
R.D. Josef Mokrý, administrátor 1963–2015, výpomocný duchovní 2015–2017

Duchovní správa v Ronově existovala již od roku 1334. Původní kostel byl zbořen v roce 1847, a v letech 1847–1857 byl postaven kostel nový v pseudobarokním stylu. Jeho malířskou výzdobu obstaral benediktinský mnich Pantaleon Jaroslav Major, OSB z pražských Emauz. V 90. letech 20. století se projevila vadná statika kostela a byly podniknuty zajišťovací práce. Vzhledem k pokračujícím problémům se statikou byla následně adaptována část hospodářského zázemí fary, kde vznikla kaple svaté Zdislavy a kostel byl uzavřen. V roce 2018 se opět začaly pravidelně sloužit mše ve farním kostele.  
Z této farnosti pochází
- R.D. Antonín Citta (2. února 1827 Bousov – 20. ledna 1885 Černilov), vysvěcen 25. července 1851, farář v Černilově
- R.D. Ferdinand Gottwald (25. března 1869 Ronov nad Doubravou – 28. prosince 1933 Náchod), vysvěcen 17. července 1892, katecheta v Kališti a Náchodě, pohřben v Ronově nad Doubravou
- R.D. Dobroslav Orel (15. prosince 1870 Ronov nad Doubravou – 18. února 1942 Praha), vysvěcen 25. července 1894, muzikolog, pedagog, dirigent, pohřben v Horní Rovné u Pardubic
- R.D. Arnošt Portěš (23. února 1871 Ronov nad Doubravou – 7. prosince 1930 Ostrov u Lanškrouna), vysvěcen 25. července 1894, farář v Ostrově u Lanškrouna
- R.D. Josef Tuček (2. července 1873 – 18. března 1945), vysvěcen 25. července 1897, farář v Javornici
- R.D. Bohuslav David (17. ledna 1880 Ronov nad Doubravou – 26. února 1905 Nové Město n. M.), vysvěcen 26. července 1904, kaplan v Novém Městě n. M., pohřben v Ronově nad Doubravou
- R.D. Msgr. Václav Hradecký (2. června 1891 Mladotice – 27. června 1972 Duncan, USA), vysvěcen 29.5.1915 v Chicagu, USA, kněz české komunity v Duncenu, pohřben tamtéž
- R.D. Josef Pokorný (20. července 1892 Ronov nad Doubravou – 22. května 1981 Ratboř), vysvěcen 29.6.1922, farář v Ratboři, pohřben v Ratboři
- R.D. Jaroslav Hudík (21. ledna 1899 Ronov nad Doubravou – 23. dubna 1954), vysvěcen 23. června 1935, farář ve Zbraslavicích, pohřben tamtéž
- R.D. Antonín Šídlo (8. března 1912 Ronov nad Doubravou – 17. října 1989 Míčov), vysvěcen 29. června 1938, kaplan v Červeném Kostelci, administrátor na Míčově, pohřben v Ronově nad Doubravou
- R.D. Ladislav Šidák (16. února 1931 Bousov – 26. října 2013 Rokytník u Hronova), vysvěcen 24. června 1962, emeritní farář v Hronově, pohřben tamtéž
- R.D. Jaroslav Mikeš, SDB (13. ledna 1953 Kněžice – 26. července 2022 Praha), vysvěcen 28. června 1985, salesián, administrátor v Sebranicích, později farní vikář v Pardubicích, pohřben v Kněžicích

#### Duchovní správci
Roku 1689 vyhořela fara a s ní i farní matriky a kroniky. Duchovní správci jsou zde uváděni od roku 1689. Nalezeno bylo jméno jednoho kněze před tímto rokem.
- r. 1651 – R.D. Jiří Václav Hotkovský
- 1689–1693 R.D. Johan Nikolaus Myslir
- 1693–1696 R.D. František Antonín Pavlíček (1661 – 24. dubna 1705 Bojanov)
- 1696–1706 R.D. Michael František Antonín Černý
- 1706–1708 R.D. Antonín Filip Khun († 16. března 1708 Ronov nad Doubravou)
- 1708–1713 R.D. Jiří Adalbert Kavika († 1721 Žamberk)
- 1714–1727 R.D. Gerardus Bednář
- 1727–1758 R.D. František Ignác Hrdlička (1700 – 24. dubna 1758 Ronov nad Doubravou)
- 1759–1778 R.D. Jan Finkor (1713 – 16. ledna 1778 Ronov nad Doubravou)
- 1778–1788 R.D. František Želecký (1730 – 24. června 1788 Ronov nad Doubravou)
- 1788–1819 R.D. Jan Jeřábek, děkan (1740 Sobotka – 24. října 1819 Ronov nad Doubravou)
- 1820–1833 R.D. Karel Roztočil (13. dubna 1754 Krchleby – 15. srpna 1833 Ronov nad Doubravou)
- 1833–1842 R.D. Antonín Jeřábek, farář a děkan (21. října 1780 Lukavice – 6. září 1842 Ronov nad Doubravou)
- 1843–1844 R.D. Vincenc Krombholz (15. ledna 1780 Bechyně – 8. května 1844 Ronov nad Doubravou)
- 1844–1852 R.D. Antonín Zeidler, farář (16. března 1781 Pardubice – 18. března 1852 Ronov nad Doubravou)
- 1852–1858 R.D. Josef Valášek, farář a děkan (4. ledna 1792 Lipchyně – 4. března 1858 Ronov nad Doubravou)
- 1859–1859 R.D. Josef Melichar, biskupský konsistorní rada (6. února 1796 Nový Bydžov – 16. května 1859 Ronov nad Doubravou)
- 1860–1863 R.D. Antonín Hájek, farář (14. června 1791 Polička – 22. května 1863 Ronov nad Doubravou)
- 1864–1874 R.D. Ferdinand Šobr, farář (22. února 1805 Nové Město nad Metují – 15. února 1874 Ronov nad Doubravou)
- 1874–1883 R.D. Jan Vlček, farář (26. dubna 1807 Kutná Hora – 13. března 1883 Ronov nad Doubravou)
- 1883–1889 R.D. Jan Paďour, děkan a farář (29. dubna 1812 Litomyšl – 16. října 1889 Ronov nad Doubravou)
- 1890–1891 R.D. Josef Jakl, farář (2. září 1819 Brandýs nad Orlicí – 16. ledna 1891 Ronov nad Doubravou)
- 1891–1896 R.D. Karel Červenka (24. června 1818 Pardubice – 5. srpna 1896 Ronov nad Doubravou)
- 1897–1901 R.D. František Vacek, farář, děkan (13. prosince 1829 Hrochův Týnec – 16. prosince 1917 České Budějovice)
- 1901–1907 R.D. František Hlaváč, biskupský notář, děkan (10. prosince 1841 – 17. října 1907 Ronov nad Doubravou)
- 1908–1920 R.D. František Kašťák, farář (19. února 1852 Dolní Sytová – 24. června 1920 Ronov nad Doubravou), pohřben v Sobčicích
- 1921–1937 R.D. Martin Klouda, farář (2. září 1881 Dolany – 6. prosince 1937 v Ronově nad Doubravou)
- 1938–1949 R.D. František Houdek, děkan (roku 1949 zatčen), (14. dubna 1884 Smidary – 30. dubna 1963 Ronov nad Doubravou), pohřben ve Smidarech
- 1950–1951 R.D. Ladislav Grubner (18. června 1907 Staré Ransko – 9. července 1995 Charitní dům Moravec), později administrátor ve Vilémově, Běstvině, později ve Skuhrově pohřben v Skuhrově
- 1952–1963 R.D. František Houdek, děkan (14. dubna 1884 Smidary – 30. dubna 1963 Ronov nad Doubravou), pohřben ve Smidarech
- 1963–1986 R.D. Josef Mokrý, farář (19. prosince 1925 Nížkov – 25. února 2017 Stará Boleslav), pohřben v Nížkově
- 1986 (srpen) R.D. Josef Čech (22. února 1917 – 27. dubna 1996), farář, děkan, excurrendo ze Žlebů, pohřben v Čáslavi
- 1986–2015R.D. Josef Mokrý, farář (19. prosince 1925 Nížkov – 25. února 2017 Stará Boleslav), pohřben v Nížkově
- 2015–2015 R.D. Mgr. Josef Pikhart (ex currendo z farnosti Žleby), (* 3. ledna 1960 Polička)
- 2015–2018 R.D. Mgr. Pavel Jäger (ex currendo z Hoješína, farnost Chotěboř), později administrátor ve Světlé nad Sázavou a Číhošti
- 2018–dosud R.D. Mgr. Milan Vrbiak, farář, děkan (* 19. listopadu 1960 Nitra)

Seznam kaplanů
Dosud neexistuje oficiální seznam kaplanů. Ti jsou zde vypsáni z farních matrik, do roku 1716 zde není žádný kaplan zmíněn. Informace jsou tedy neúplné.
- ?1716–1720 R.D. Thaddens
- 1721–1721 R.D. Engelbert
- 1721–1722 R.D. Dismas
- 1722–1727 R.D. Thadous
- 1727–1734 není kaplan zmíněn
- okolo roku 1734 R.D. Josef Hájek
- ? někdy v letech 1734–1748? R.D. M. Fliegel
- 1748–1757 R.D. Jan Finkor (1713 – 16. ledna 1778 Ronov nad Doubravou), později administrátor v Ronově
- 1758–1778 R.D. Rudolf Schulz
- 1778            R.D. Bernard Řeřicha
- 1778–1779 R.D. Jan Mareš
- 1779–1781 R.D. Josef Kraus
- 1781–1782 R.D. František Ráček
- 1782–1787 R.D. Karel Roztočil (13. dubna 1754 Krchleby – 15. srpna 1833 Ronov nad Doubravou), později administrátor v Ronově, během působení sloužil i jako kaplan v Míčově
- 1787–1788 R.D. Antonín Stoupa
- 1788–1788 R.D. Josef Bittner
- 1789–1793 R.D. Václav Pabíček, později administrátor ve Vilémově
- 1794–1796 R.D. Josef Hehs
- 1796–1801 zřejmě farnost neobsazena kaplanem
- 1801–1807 R.D. Didacus Tichý, (1751 – 7. prosince 1830 Míčov), později administrátor na Míčově
- 1807 – 1820 R.D. Jan Kašpar
- 1820             R.D. Jan Zedníček
- 1820–1826 R.D. Václav Pixa (1787 – 1. září 1826 Ronov nad Doubravou)
- 1826–1829 R.D. Václav Havelka
- 1829–1834 R.D. Antonín Kačer
- 1834–1836 R.D. Matěj Rybička
- 1837             R.D. František Richter (2. května 1811 Pelhřimov – ?), později farář v Předhradí u Poděbrad
- 1837–1843 R.D. Karel Dítě
- 1844–1853 R.D. Jan Novotný
- 1853–1863 R.D. Vincenc Laštovička (3. března 1825 Švejsdorf – ?) později administrátor ve Vlkanči  a na Seči
- 1858             R.D. Adolf Straka (16. července 1831 Kutná Hora – ?), později kaplan v Novém Městě n. M.
- 1859             R.D. Josef Řehák (25. listopadu 1833 Jaroměř – ?), později kaplan v Dobrušce
- 1864–1866 R.D. František Krblich (22. května 1823 – 22. května 1882 Kladruby nad Labem), později  administrátor v Kladrubech nad Labem
- 1866–1872 R.D. František Tondl (17. listopadu 1842 Rohovládova Bělá – ?), později katecheta  v Hradci Králové
- 1874–1886 R.D. Václav Kracík (18. září 1845 Doubravice – 12. února 1931 Příbram),  později administrátor v Turkovicích a v Rohovládově Bělé
- 1873–1873 R.D. Josef Kučera (7. listopadu 1843 Havlíčkův Brod – 8. května 1914 Seč), později farář na Seči
- 1875–1876 R.D. Štěpán Dvořák (1. prosince 1850 Martinice – 9. května 1927 Tuklaty), později administrátor  v Rychmburku, (Předhradí u Skutče) a ve Skutči, pohřben v Senožatech
- 1881             R.D. Jan Krejčí
- 1881             R.D. Václav Kohout, kaplan v Licibořicích, Chrasti a administrátor na Míčově
- 1886–1887 R.D. Antonín Hrubý (16. října 1856 Nížkov – 6. listopadu 1940), později probošt  v Hradci Králové
- 1886–1901 R.D. Karel Neužil (18. října 1862 Letovice – 15. července 1932 Nížkov), později  administrátor ve Vrbatově Kostelci a v Nížkově, pohřben ve Vrbatově Kostelci
- 1889–1890 R.D. Vincenc Laštovička, (4. července 1865 Švejdorf – 6. srpna 1941 Chotěboř) později kaplan a děkan v Chotěboři
- 1893–1898 R.D. Emanuel Aliger (15. prosince 1866 Hnátnice – 1. listopadu 1930 Ústí nad Orlicí), později katecheta ve Vysokém Mýtě a farář v Písečné
- 1898–1904 R.D. František Opřátko (30. listopadu 1864 – 8. prosince 1942 Míčov), později administrátor  na Míčově
- 1903–1933 R.D. Karel Bláha, katecheta (6. dubna 1874 Střítež – 9. května 1953 Ronov nad Doubravou)
- 1904–1917 R.D. Martin Klouda  (2. září 1881 Dolany – 6. prosince 1937 Ronov nad Doubravou), později  administrátor Rosicích nad Labem a v Ronově nad Doubravou
- 1917–1926 R.D. František Anděl (21. září 1890 Papšíkov – 22. ledna 1973 Pardubice), později  administrátor v Holicích, Českých Libchavách a arciděkan v Pardubicích, pohřben tamtéž
- 1926–1941 bez obsazení kaplanem, pouze katechetou
- 1941–1943 R.D. František Schoffer (10. března 1911 – 25. října 1975 Ždírec u Polné), později administrátor  ve Ždírci u Polné
- 1943–1944 R.D. František Sedlák (22. prosince 1918 Zastávka u Brna – 1. října 2003 Říčany u Brna),  později děkan v Hořicích
- 1944– ?   R.D. František Hlásecký Šeda (7. října 1914 Doudleby n. O. – ???)
- 1950–1951 R.D. Ladislav Grubner (18. června 1907 Staré Ransko – 9. července 1995 Moravec),  později administrátor ve Vilémově, Běstvině, později ve Skuhrově, pohřben v Skuhrově
  - 1951–2015 farnost neobsazena kaplanem
- 2015–2017 R.D. Josef Mokrý (výpomocný duchovní), (19. prosince 1926 Nížkov – 25. února 2017 Stará  Boleslav), bývalý farář v této farnosti
- 2016–2017 R.D. Mgr. Filip Foltán (výpomocný duchovní)
  - od roku 2017 farnost neobsazena kaplanem výpomocným duchovním)

## Současnost
Farnost je spravována místním duchovním správcem, který bydlí na faře. Správce dále spravuje okolní farnosti Seč, Běstvina a Míčov.
Do farnosti patří tyto obce: Biskupice, Bousov, Kněžice, Lhůty, Mladotice, Třemošnice, Závratec, Žlebské Chvalovice. 
| Kostel                  | Obrázek | Místo               | Bohoslužba             | Bohoslužba             | Poznámka            |
| ----------------------- | ------- | ------------------- | ---------------------- | ---------------------- | ------------------- |
| Kaple Panny Marie       |         | Biskupice           | neslouží se pravidelně | neslouží se pravidelně | obecní kaple        |
| Kostel svatého Vavřince |         | Ronov nad Doubravou | neděle úterý pátek     | 08.00 17.00 (18.00)    | farní kostel        |
| Kaple svaté Zdislavy    |         | Ronov nad Doubravou | neslouží se pravidelně | neslouží se pravidelně | kaple v areálu fary |
| Kostel svatého Kříže    |         | Ronov nad Doubravou | neslouží se pravidelně | neslouží se pravidelně | hřbitovní kostel    |
| Kostel svatého Martina  |         | Ronov nad Doubravou | neslouží se pravidelně | neslouží se pravidelně | hřbitovní kostel    |
| Kaple svatého Kříže     |         | Kněžice             | neslouží se pravidelně | neslouží se pravidelně | obecní kaple        |
| Kaple svaté Anny        |         | Třemošnice          | neslouží se pravidelně | neslouží se pravidelně | zámecká kaple       |
| Kaple svatého Kříže     |         | Žlebské Chvalovice  | neslouží se pravidelně | neslouží se pravidelně | obecní kaple        |